# Air Tahiti Nui
Air Tahiti Nui là hãng hàng không chính trên đảo Tahiti, Polynésie thuộc Pháp. Hiện nay, hãng có trụ sở công ty chính tại Immuble Dexter tại Papeete, Tahiti. Hiện tại, Air Tahiti Nui đang phục vụ các chuyến bay đi châu Á, châu Úc, châu Âu, và châu Mỹ, tất cả đều khởi hành từ Sân bay quốc tế Faa'a tại Papeete.

## Lịch sử
Air Tahiti Nui thành lập vào ngày 31 tháng 10 năm 1996 và chuyến bay đầu tiên khởi hành vào ngày 20 tháng 11 năm 1998. Hãng dược thành lập vì nhu cầu phát triển và đẩy mạnh ngành dịch vụ du lịch nội địa. Chính quyền Polynésie thuộc Pháp chiếm số cổ phiếu lớn nhất là 61.7% tổng cổ phần và còn lại do các công ty địa phương góp tích.
Chuyến bay đầu tiên được phục vụ với tuyến bay Papeete-Los Angeles mất 8 tiếng 30 phút. Hai ngày sau, hãng mở chuyến bay đầu tiên đi Nhật Bản, sau 12 tiếng 25 phút, hãng đã chính thức hạ cánh tại Sân bay quốc tế Narita, Tokyo. Chỉ trong năm đầu tiên hoạt động, hãng đã phục vụ trên 30 000 khách.

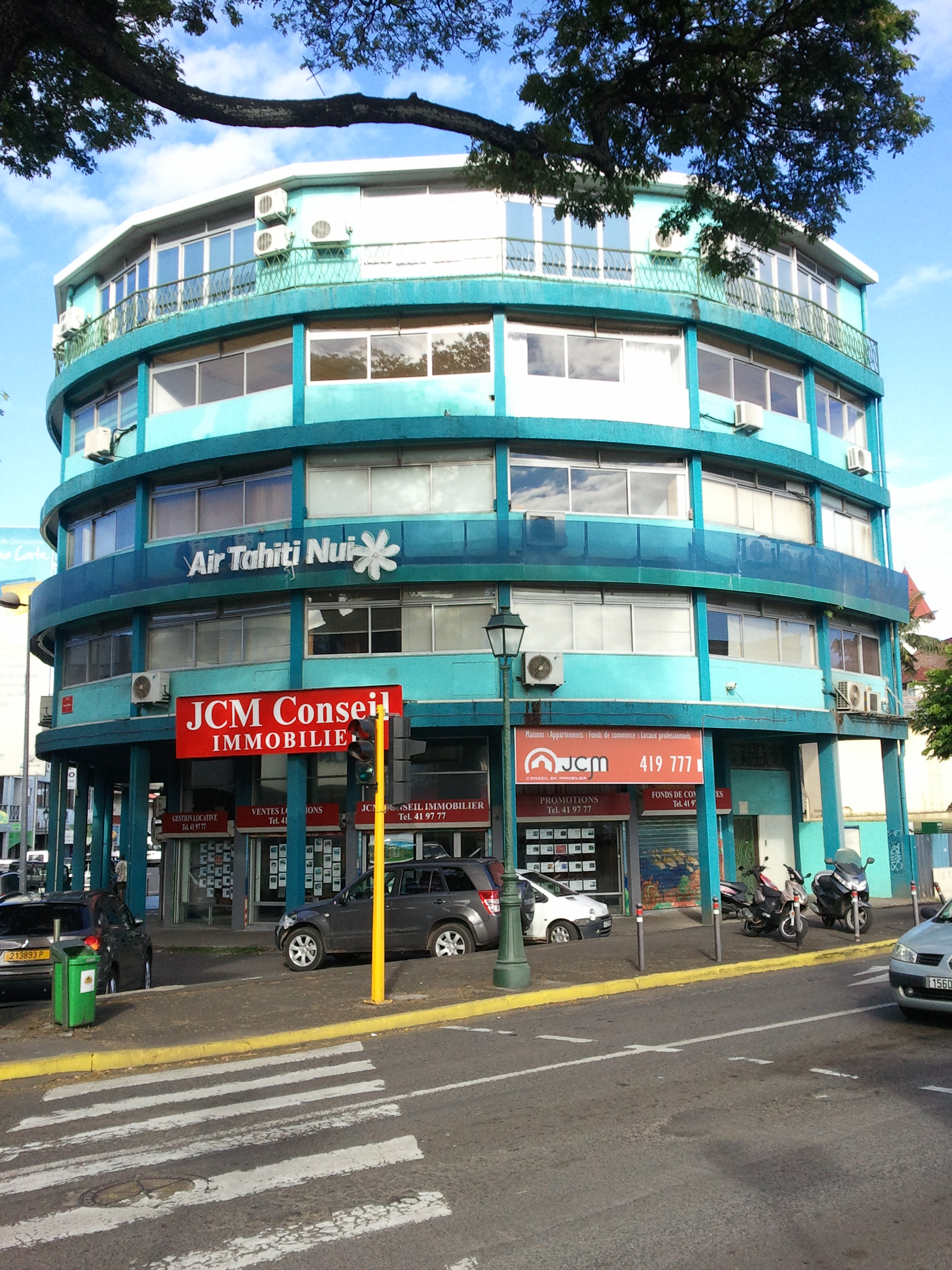
Trụ sở của Air Tahiti Nui là Immeuble Dexter tại Tahiti

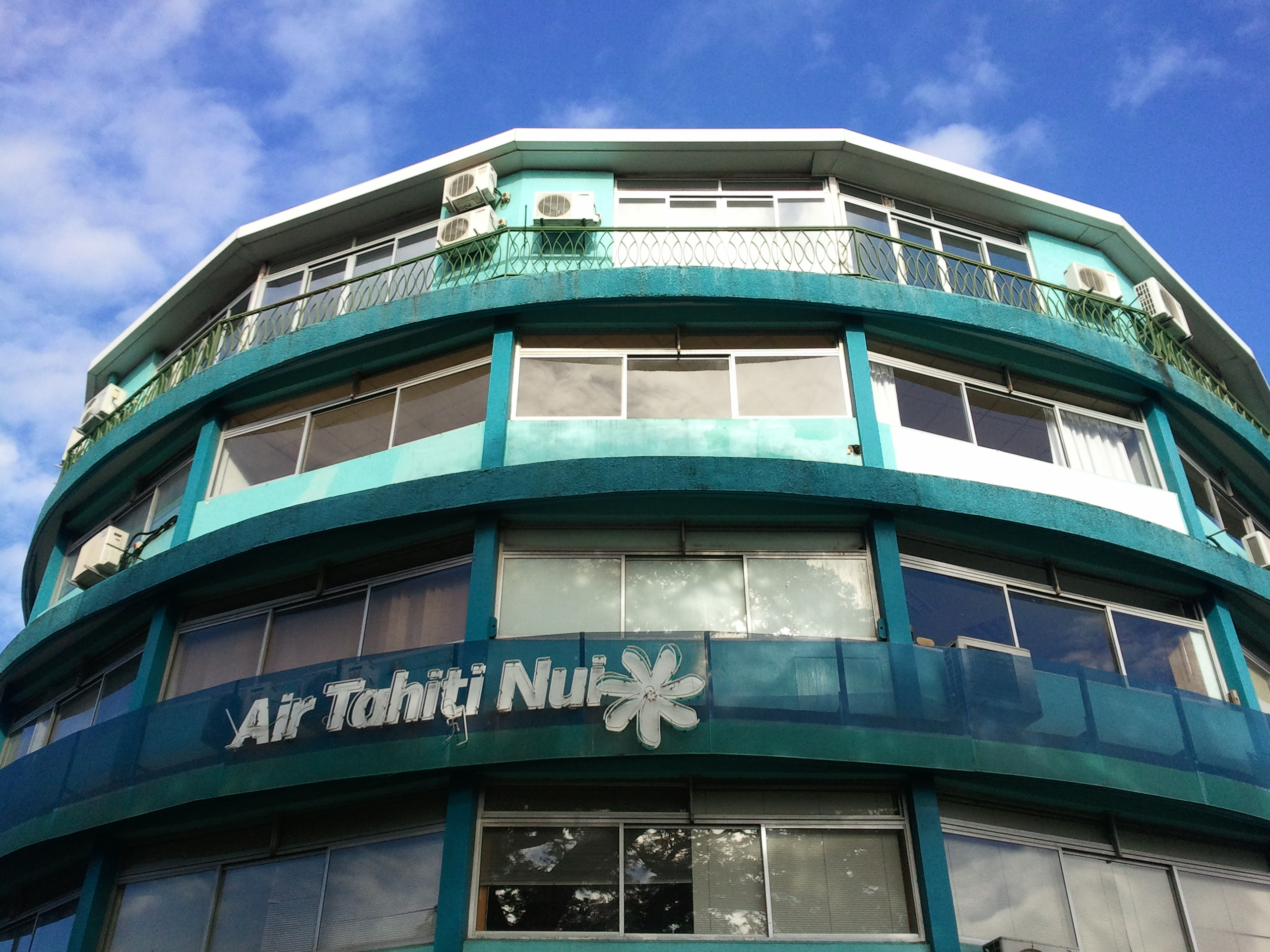
Trụ sở của Air Tahiti Nui là Immeuble Dexter tại Tahiti

Năm 2000, Air Tahiti Nui lại mở thêm hai đường bay mới tới Nhật Bản là Osaka và New Zealand là Auckland.
Trong năm 2003, hãng mua thêm hai chiếc Airbus A340-300.
Rồi tháng 6 năm 2005, hãng cũng đã mua chiếc Airbus A340-300 thứ năm của mình đồng thời khánh thành đường bay thẳng từ Papeete-New York và Papeete-Sydney.

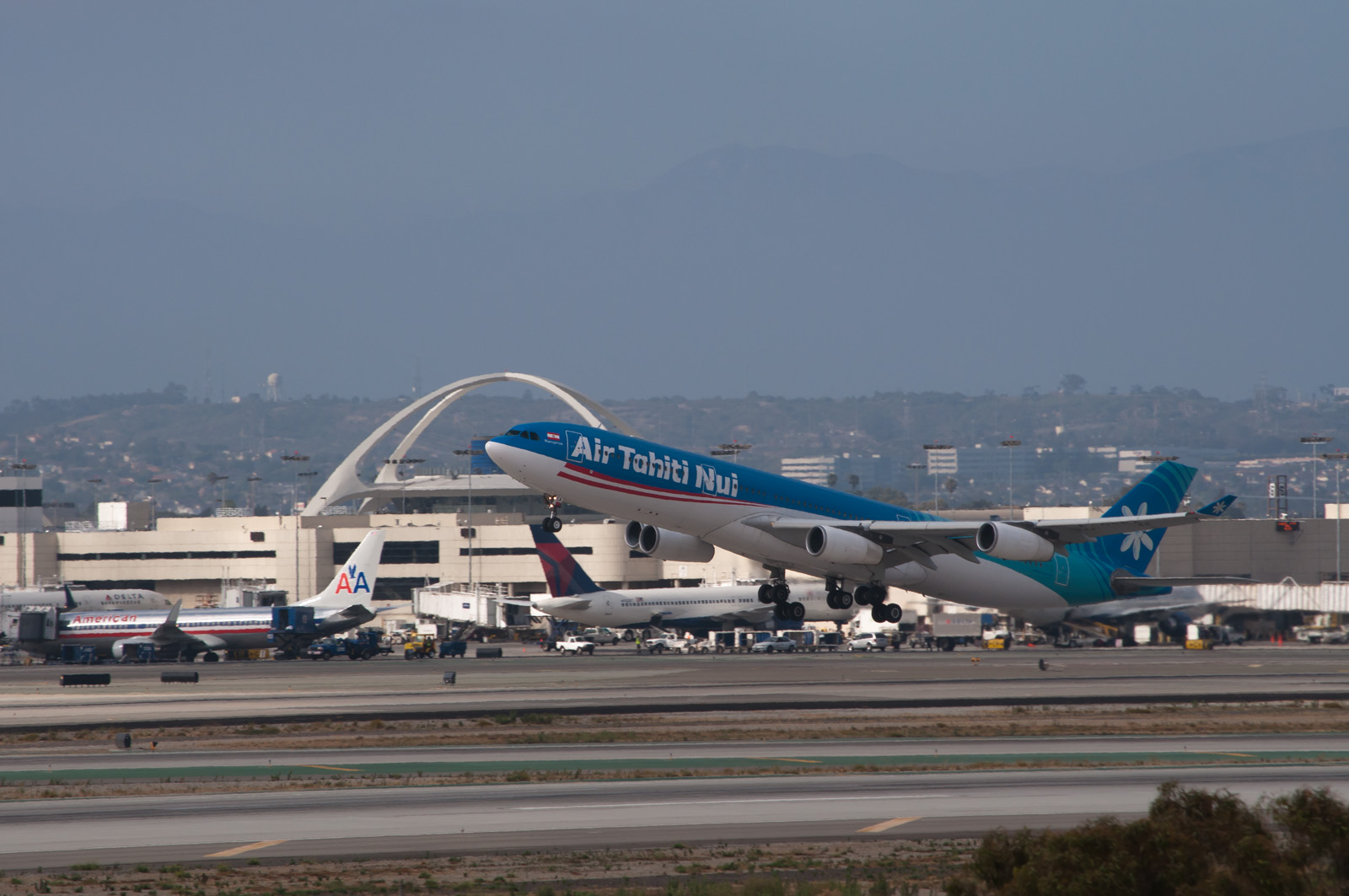
Air Tahiti Nui tại Los Angeles

Vào tháng 7 năm 2008, Christian Vernadon đã chính thức thành tổng giám đốc điều hành của hãng. 
Sau những năm phục vụ đi New York, Sydney, và Osaka, hãng buộc phải ngừng bay vì lý do thâm hụt tài chính. Sau đó, Air Tahiti Nui đã điều chỉnh mạng dường bay lại với các điểm đến tại Los Angeles, Papeete, Tokyo, Auckland, và Paris.
Năm 2011, hãng cho tân trang nội thất và tạo ra hệ thống giải trí mới trên các chuyến bay.

## Các điểm đến
Air Tahiti Nui phục vụ các điểm đến sau đây (căn cứ vào ngày 1 tháng 7 năm 2011):
Châu Á
- Nhật Bản
  - Tokyo-Sân bay quốc tế Narita

Châu Âu
- Pháp

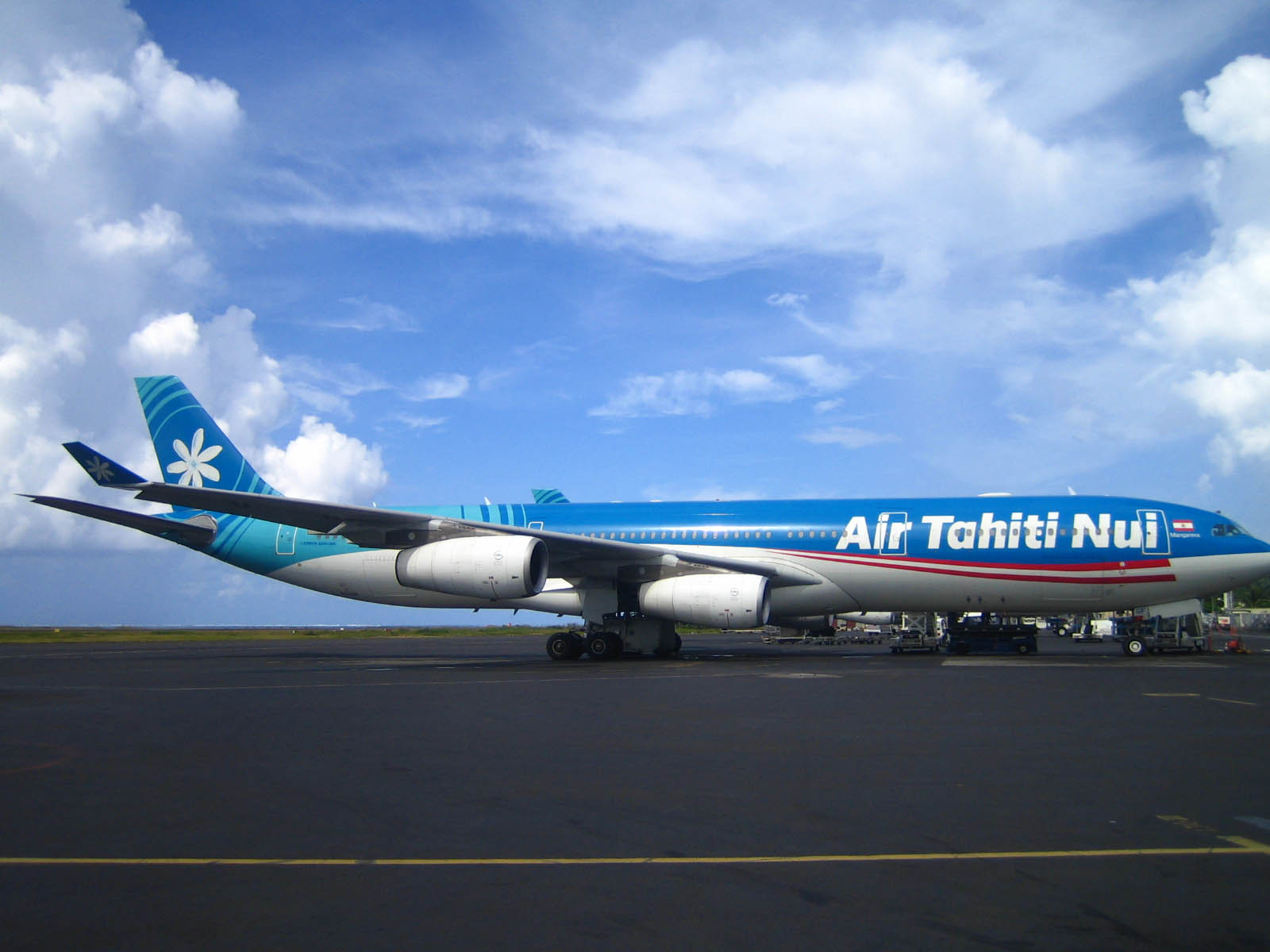
Air Tahiti Nui tại sân bay Faa'a

  - Paris-Sân bay quốc tế Charles de Gaulle

Bắc Mỹ
- Hoa Kỳ
  - Los Angeles-Sân bay quốc tế Los Angeles

Châu Úc
- Tahiti, Polynesia thuộc Pháp
  - Papeete-Sân bay quốc tế Faa'a (trạm trung chuyển chính)
- New Zealand
  - Auckland-Sân bay quốc tế Auckland
- Úc
  - Sydney-Sân bay quốc tế Kingsfort Smith (liên danh)

Các điểm bay trước kia
Châu Á
- Nhật Bản
  - Osaka-Kansai

Bắc Mỹ
- Hoa Kỳ
  - New York-JFK

### Các hãng liên danh
Air Tahiti Nui đã liên danh với các hãng sau đây
| - Air France tại Paris - Air New Zealand tại Auckland - American Airlines tại Los Angeles - Delta Air Lines tại Los Angeles hoặc tại Tokyo | - Japan Airlines tại Tokyo - Qantas tại Auckland hoặc tại Los Angeles - Vietnam Airlines tại Tokyo |

## Đội bay

### Đội bay đang vận hành
Vào tháng 7 năm 2021, Air Tahiti Nui đã có tổng đội bay là 4 chiếc, tất cả là dòng Boeing 787-9. Tất cả các chiếc máy bay của Air Tahiti Nui được đặt tên theo các hòn đảo chính của Polynesia thuộc Pháp, bao gồm: Magereva; Moorea; Bora-Bora; Ragiroa; Nuku Hiva
Đây là ngày gia nhập của các chiếc máy bay trên:

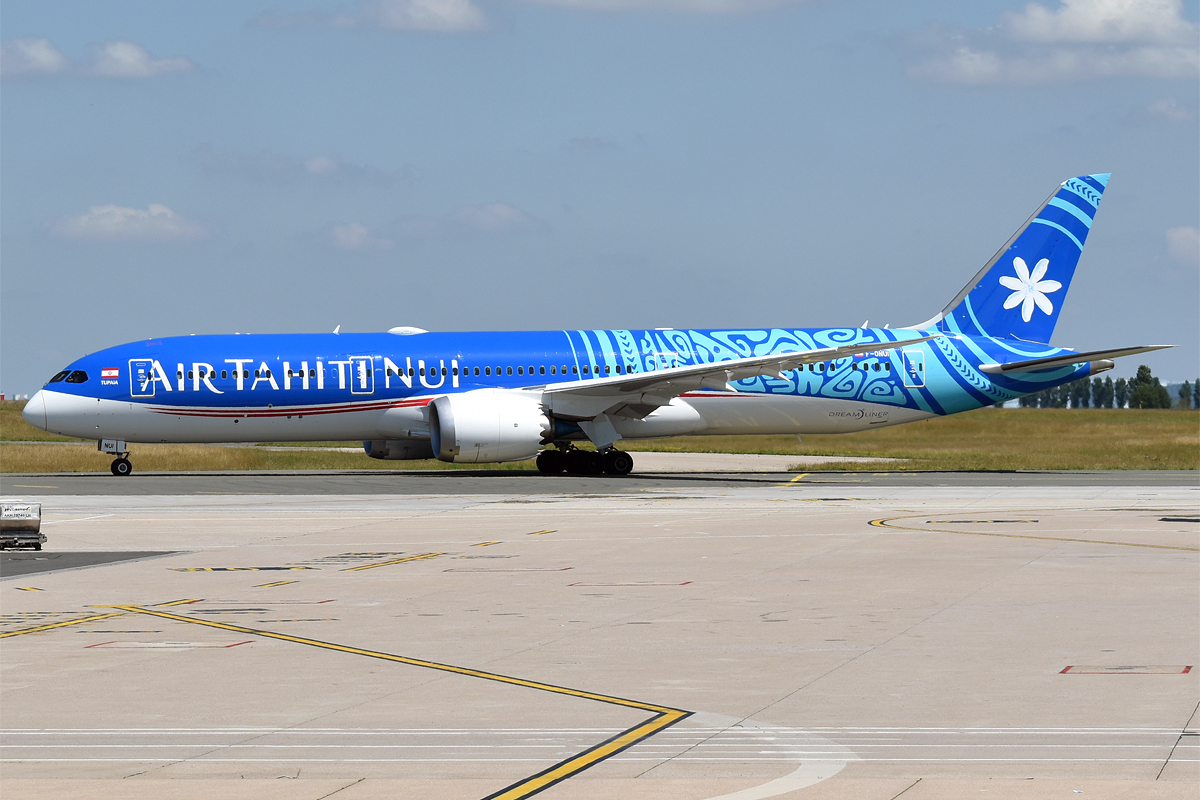
Boeing B787-9

Bora-Bora: gia nhập tháng 3 năm 2002 (F-OJTN)
Magereva: gia nhập tháng 4 năm 2002 (F-OJGF)
Rangiroa: gia nhập tháng 1 năm 2003 (F-OSEA)
Moorea: gia nhập tháng 2 năm 2003 (F-OSUN)
Nuku Hiva: gia nhập tháng 6 năm 2005 (F-OLOV)

### Đội bay dừng hoạt động

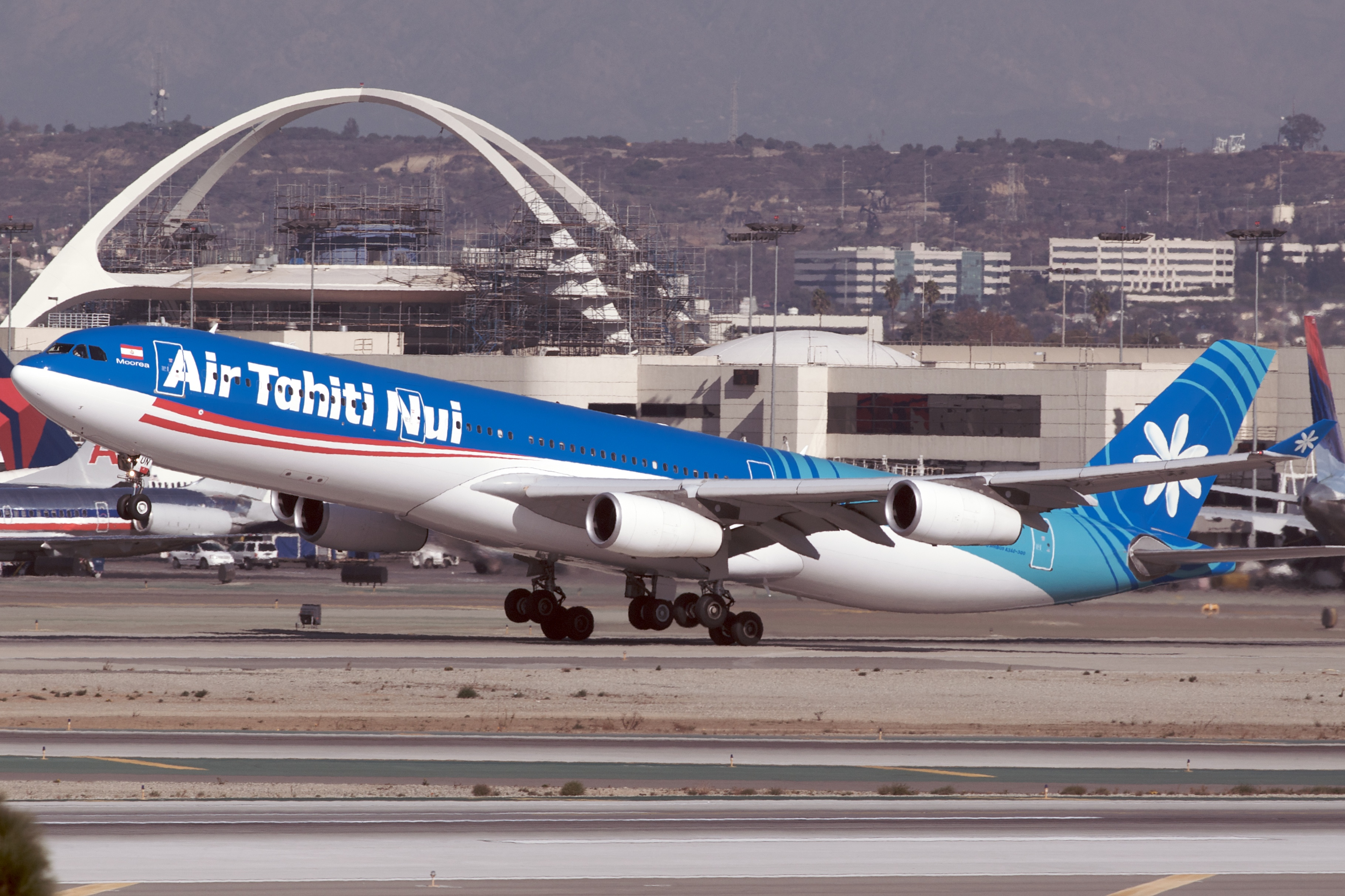
Một chiếc máy bay của hãng cất cánh tại Sân bay quốc tế Los Angeles, Los Angeles

Năm 1998, Air Tahiti Nui thuê máy bay đầu tiên của hãng từ chiếc Airbus A340-200 F-OITN đăng ký và được gọi là Bora Bora phục vụ vào năm 1993 và đã bay đầu tiên của mình với logo của Air France.
Giữa tháng 12 năm 2001 và tháng 1 năm 2002, công ty có nhận thêm hai A340-300 F-OJGF gọi là Mangareva và F-OJTN gọi là Bora Bora, được thuê của ILFC.
Vào là ngày 27 tháng 12 năm 2002 công ty đã nhận được thêm hai chiếc A340-300 là F-OSEA và F-OSUN. Chiếc F-OSEA được đặt là Rangiroa và F-OSUN gọi là Moorea.
A340-200 rời khỏi đội bay vào tháng 5 năm 2003 và gia nhập đội bay hãng Bourbon Air Reunion.
Trong tháng 6 năm 2005, chiếc A340-300 thứ 5 đã tham gia Air Tahiti Nui F-Olov. Và được gọi là Nuku Hiva.
Air Tahiti Nui đã xem xét về viêc cho đội bay hiện tại rời vào 2018-2020 thay thế cho máy bay A340 bằng 4 chiếc thế hệ mới Boeing 787.
| Máy bay         | Tổng | Năm hoạt động | Năm dừng hoạt động | Ghi chú |
| --------------- | ---- | ------------- | ------------------ | ------- |
| Airbus A340-200 | 1    | 1998          | 2003               |         |
| Airbus A340-300 | 5    | 2001          | 2019               |         |

## Phục vụ

### Hạng nhất
Hạng nhất của hạng được mang tên Poerava First. Thiết kế hạng nhất của hãng với cấu hình mỗi hàng là 2-2-2. Tổng số ghế là 6 ghế. Ghế có độ nghiêng là 180 độ, là thiết kế ghế fully flat bed dài 2m, đồng thời cũng có độ rộng là gần 0.5m.
Trên hạng nhất, ngoài sự rộng rãi của chiếc ghế, hãng cũng đã tạo ra một bảng thực đơn riêng cho riêng hạng ghế này. Với thực đơn hòa quyện của nền ẩm thực Polynesia và Pháp với các món ăn đặc sản của hãng tại điểm đến. Các thực đơn đồng thời thiết kế phù hợp với tiêu chuẩn 5 sao của các đầu bếp hàng đầu do chính Air Tahiti Nui tuyển chọn. Ngoài ra, còn có thực đơn rượu vang được phục vụ trên chuyến bay.
Đồng thời, hãng cũng khai thác các chương trình giải trí như phim, nhạc,....

### Hạng thương gia
Hạng thương gia của hãng còn gọi là Poerava Business. Thiết kế của hãng với cấu hình ghế mỗi hàng giống như hạng nhất là 2-2-2. Tổng số ghế là 24 ghế. Ghế có độ nghiêng là 154 độ, là thiết kế của hãng theo kiểu ghế lie flat, đồng thời có độ rộng là khoảng 0.5m.
Trên hạng thương gia, hãng cũng đã tạo ra một bảng thực đơn, giống như hạng nhất. Với thực đơn hòa quyện của nền ẩm thực Polynesia và Pháp với các món ăn đặc sản của hãng tại điểm đến. Các thực đơn đồng thời thiết kế phù hợp với tiêu chuẩn 5 sao của các đầu bếp hàng đầu do chính Air Tahiti Nui tuyển chọn. Ngoài ra, còn có thực đơn rượu vang được phục vụ trên chuyến bay.
Đối với các nhu cầu giải trí, hãng cũng thiết kế chương trình giải trí với nhạc, phim,......

### Hạng phổ thông
Hạng phổ thông của Air Tahiti Nui còng gọi là Moana Class. Thiết kế với mỗi hàng gồm 8 ghế, sắp theo cấu hình là 2-4-2. Tổng số ghế là 264 ghế, tất cả các ghế đều có độ nghiêng 117 độ. Hạng phổ thông không có menu riêng, nhưng bù lại cũng phục vụ vậy món ăn phục vụ trên hạng phổ thông vẫn mang nét ẩm thực của khu vực quần đảo Polynesia và Pháp.
Hãng còn cung cấp cho các hành khách trên hạng ghế này chương trình giải trí trên hầu hết các chuyến bay như phim, nhạc,...

### Hàng miễn thuế
Hiện nay, trên hầu hết các chuyến bay, hãng cũng đã cho bán các mặt hàng miễn thuế, chủ yếu là các mặt hàng đặc sản của Polynésie thuộc Pháp như mỹ phẩm, trang sức,...

### Tạp chí
Hàng tháng, Air Tahiti Nui phát hành cho hành khách các tạp chí bao gồm ba ngôn ngữ Pháp, Anh, Nhật có tên là Reva Tahiti. Nội dung của tạp chí của hãng chủ yếu giới thiệu các sự kiện trong tháng, các hoạt động thể thao, cảnh đẹp của vùng Polynesia và các quảng cáo về trang sức của Polynesia và Pháp.